# Cyclosa hova
Cyclosa hova là một loài nhện trong họ Araneidae.
Loài này thuộc chi Cyclosa. Cyclosa hova được Embrik Strand miêu tả năm 1907.